# Серджиу Дан
Серджиу Дан (рум. Sergiu Dan, при рождении Исидор Ротман; 29 декабря 1903 — 13 марта 1976) — румынский писатель, поэт и журналист еврейского происхождения.

## Биография
Исидор Ротман родился 29 декабря 1903 года в городе Пьятра-Нямц в семье Симона Ротмана. Свои первые шаги в культурной журналистике произошли он сделал до 1926 года, когда он сотрудничал с газетой «Cugetul Românesc». Его ранние стихи были опубликованы в таких культурных журналах «Chemarea» и «Flacăra», а дебютная повесть «Iudita şi Holofern» («Юдифь и Олоферн») была напечатана в 1927 году. Брат Серджиу, Михаил Дан, также был журналистом, известным своими переводами стихов Владимира Маяковского.
В конце 1920-х годов Серджиу Дан и его друг Ромулус Диану были в Бухаресте. Именно там Дан присоединился к литературному кружку романиста Камила Петреску и стал принимать участие в регулярных литературных диспутах в ресторанах «Casa Capșa» и «Corso». К 1928 году рассорился с Петреску: высмеивал «ноократический» философский проект, описанный Петреску, и назвал его автора «безумным» и «малодушным». Позднее Серджиу Дан выразил сожаление в связи с этим инцидентом, отметив, что он был особенно удивлён эксцентричным решением Петреску хранить свою философскую рукопись в Ватиканской библиотеке.
Ион Виня ввёл Дана и Диану в свои журналистские проекты, начиная с левого журнала «Contimporanul», где они публиковали авангардную прозу и стихи с политическим подтекстом. Произведения Дана были представлены и в других изданиях: «Vremea», «Revista Fundațiilor Regale», «Universul Literar» (литературное приложение «Universul daily») и «Bilete de Papagal» (сатирическая газета поэта Тудора Аргези). В этот период Дэн обучался в Бухарестском коммерческом училище. Вместе с Диану (для которого это тоже был дебют) Дан стал соавтором романтизированной биографии поэта и фольклорист XIX века Антона Панна «Viața minunată a lui Anton Pann» («Чудесная жизнь Антона Панна», 1929). Эта совместная художественная пьеса была переиздана в 1935 году как «Nastratin și timpul său» («Насреддин и его время»). Дан также присоединился к клубу «Sburătorul», сформированному вокруг одноимённого журнала литературного теоретика Эуджена Ловинеску.
Во время своей работы в «Contimporanul» Дан вступил в конфликт с сюрреалистической и крайне-левой группой в «Unu», журнале поэта Саши Панэ. Это противоречие отражало основные расхождения между «Contimporanul» и другими авангардными площадками. К 1930 году брат Серджиу, Михаил Дан, ушёл из «Bilete de Papagal» и стал сотрудничать с «Unu», где он позже стал главным редактором. Однако обнародованные в 2008 году документы, показывают, что он был тайным осведомителем разведывательного агентства Королевства Румынии Сигуранцы с миссией контролировать постоянные контакты «Unu» с коммунистами. Он долгое время подозревался в этом литературным обществом «Sburătorul». Также в 1930 году, вскоре после возвращения румынского короля Кароля II на престол, Серджиу Дан работал в качестве политического редактора в штабе Dreptatea, платформе Национальной крестьянской партии (НКП). Согласно более позднему докладу коммунистического журналиста Петре Пандреа, Дан и Виня вместе украли оригинальный черновик статьи экономиста НКП Вирджила Мадгеру и подделали его таким образом, что казалось, будто Мадгёру был анти-каролистом; затем они продали копию конкуренту Мадгеру, корпоративисту-теоретику Михаилу Манолеску. Маноилеску отдал копию этого документа Каролю, дискредитировав себя, когда подделка была разоблачена. Пандреа утверждал, что Дан и Виня получили 150 000 лей с этого дела, в то время как их жертва Маноилеску попал в постоянную немилость.
Фактический редакторский дебют Серджиу Дана состоялся в 1931 году, когда Едитура Куджетаря опубликовал свой роман «Dragoste și moarte în provincie». В 1932 году Дан и драматург Джордже Михаил Замфиреску разделили ежегодную премию Общества румынских писателей, членами которого они стали. В 1932 году Серджиу Дан стал сотрудником газеты Вини «Facla», вместе с романистом Ионом Кэлугэру, поэтом Н. Давидеску, писателем-режиссёром Санду Ельядом и профессиональными журналистами Николае Карандино и Хенриком Штрайтманом.
Дэн продолжил свою писательскую карьеру с книгой «Arsenic», изданной в Cultura Naţională в 1934 году, и с «Surorile Veniamin» (Editura Vatra, 1935). Первая книга получила ещё одну литературную премию на фестивале в Эфорие в 1934 году. В 1934 году Дэн был одним из 46 интеллектуалов, которые подписали обращение в пользу нормализации отношений между Румынией и Советским Союзом.
В первые годы Второй мировой войны Серджиу Дан подвергся антисемитским репрессиям после прихода к власти авторитарного фашистского режима (см. Румыния во Второй мировой войне). Сначала он был исключён из Союза писателей. В июле 1940 года в издании «Universul Literar» фашистский автор Ладмисс Андреэску предложил бойкотировать работы Дана и ввести общий запрет на еврейскую литературу. В годы Национал-легионерского государства некоторые авторы, сочувствующие правящей «Железной гвардии», отмечали, что её применение цензуры является революцией против модернистской литературы. В их журнале «Gândirea» Дан упоминался как показатель «еврейской болезни». Дан избежал еврейского погрома в январе 1941 года, спрятавшись у своего друга Вини.
Позже новое диктаторское правительство кондукэтора Йона Антонеску включило Дана в список запрещённых еврейских авторов. Дан оказался среди евреев, депортированных в концлагеря в контролируемом Румынией Приднестровье (см. Холокост в Румынии). Он был в конечном счёте освобождён и смог вернуться в Бухарест, где лечился у еврейского врача и соратника Эмиля Дориана, пока переворот в августе 1944 года не сверг Антонеску.
По мотивам своей депортации в Приднестровье он написал роман «Unde începe noaptea», который был опубликован издательством «Editura Naţionala Mecu» в 1945 году. Считается, что книга стала ответом на ранние признаки отрицания Холокоста, она была изъята из обращения по неизвестным причинам. Позже было высказано мнение о том, что книга расходилась с повесткой дня Коммунистической партии Румынии. Два года спустя «Naţionala Mecu» издало ещё один посвящённый войне роман Дана «Roza și ceilalți».
Политические взгляды Серджиу Дан расходились с коммунистической повесткой дня, и после 1948 года он был в конечном счёте арестован. Сообщается, что политические преследования Серджиу Дана начались, когда в 1947 году он выступил в качестве свидетеля защиты на суде над своим другом, журналистом НКП Николае Карандино. Секретная полиция Секуритате конфисковала его работы. Условия содержания Дана под стражей литературный историк Хенри Залис называл «дикими». Как и многие другие общественные деятели, он содержался в тюрьме «Аюд».
Примерно в 1955 году он вышел на свободу. Под давлением Союза писателей, он стал писать в стиле социалистического реализма. Его более поздняя библиография включает произведения «Taina stolnicesei» (1958) и «Tase cel Mare» (1964).
В 1970 году были переизданы его «Roza şi ceilalţi» и «Arsenic», а также вышла его последняя книга «Dintr-un jurnal de noapte». В том году, в знак протеста против коммунистической цензуры, Дан отказался принять орден Meritul Cultural. Он также сосредоточился на деятельности в качестве переводчика, им были переведены романы «Госпожа Бовари» и «Саламбо» французского классика Гюстава Флобера. Кроме того, он перевёл на румынский язык произведения Луи Арагона, Мишеля Друа, Мориса Дрюона, Анатоля Франса, Бориса Полевого, Эльзы Триоле и Вольтера. В 1973 году молодые литераторы Иляна Корбя и Николае Флореску взяли у него интервью для книги «Biografii posibile».